# Jonbindning
Jonbindning är den kemiska bindningen mellan två joner, en positiv jon (katjon) och en negativ jon (anjon). Den idealiserade jonbindningen är helt och hållet en elektrostatisk attraktion men förekommer aldrig i verkligheten, utan det finns alltid ett inslag av kovalent bindning. Jonbindningar förekommer oftast i kemiska föreningar som består av en metall och en icke-metall, som är fallet med vanligt bordssalt, natriumklorid (NaCl). Det negativa jonslaget är inte sällan sammansatta joner som sulfatjoner (SO{\displaystyle _{4}^{2-}}), men även katjonerna kan vara sammansatta, till exempel ammoniumjoner (NH4+).
Jonbindningar kan också förekomma mellan laddade atomer eller grupper i makromolekyler som i övrigt hålls samman av kovalenta bindningar, till exempel proteiner. Man talar då om saltbryggor.
| Bindning       | Ämne        | Bindningsenergi | Bindningsenergi |
| -------------- | ----------- | --------------- | --------------- |
|                |             | kJ/mol          | eV/atom         |
| Jon-           | NaCl        | 640             | 3,3             |
| Jon-           | MgO         | 1000            | 5,2             |
| Kovalent       | Si          | 450             | 4,7             |
| Kovalent       | C (diamant) | 713             | 7,4             |
| Metall-        | Hg          | 68              | 0,7             |
| Metall-        | Al          | 324             | 3,4             |
| Metall-        | Fe          | 406             | 4,2             |
| Metall-        | W           | 849             | 8,8             |
| van der Waals- | Ar          | 7,7             | 0,08            |
| van der Waals- | Cl2         | 31              | 0,32            |
| Väte-          | NH3         | 35              | 0,36            |
| Väte-          | H2O         | 51              | 0,52            |